# Amblyscarta resolubilis
Amblyscarta resolubilis är en insektsart som beskrevs av Fowler 1899. Amblyscarta resolubilis ingår i släktet Amblyscarta och familjen dvärgstritar. Inga underarter finns listade i Catalogue of Life.